# Lijst van beschermd erfgoed in Thuin
Onderstaande tabel geeft een overzicht van de beschermde erfgoederen in de gemeente Thuin. Het beschermd erfgoed maakt deel uit van het cultureel erfgoed in België.

## Beschermd erfgoed
| Object | Bouwjaar/architect | Deelgemeente             | Adres                            | Coördinaten                   | Nummer?                | Afbeelding |
| --- | ------------------ | ------------------------ | -------------------------------- | ----------------------------- | ---------------------- | --- |
| Belfort van Thuin |                    | Thuin                    | rue Albert Ier                   | 50° 20' 23" NB, 4° 17' 12" OL | 56078-CLT-0001-01 Info | Belfort van Thuin |
| "Spaans huis": gevel |                    | Thuin                    | Grand-Rue n°21                   | 50° 20' 20" NB, 4° 17' 18" OL | 56078-CLT-0004-01 Info | "Spaans huis": gevel |
| "Hangende tuinen" van Thuin |                    | Thuin                    | Thuin                            | 50° 20' 18" NB, 4° 17' 25" OL | 56078-CLT-0006-01 Info | "Hangende tuinen" van Thuin |
| Orgel van de kapel des Soeurs de Notre-Dame |                    | Thuin                    |                                  | 50° 20' 20" NB, 4° 17' 29" OL | 56078-CLT-0007-01 Info | |
| Orgel van de kerk Notre-Dame des Carmes |                    | Thuin                    |                                  | 50° 20' 19" NB, 4° 17' 16" OL | 56078-CLT-0008-01 Info | |
| kasteel van Fosteau en de gevels en daken van de bijgebouwen en het ensemble van het gebouw en de omliggende terreinen |                    | Leers-et-Fosteau         | Rue du Marquis                   | 50° 18' 18" NB, 4° 15' 7" OL  | 56078-CLT-0010-01 Info | kasteel van Fosteau en de gevels en daken van de bijgebouwen en het ensemble van het gebouw en de omliggende terreinen |
| Gemeentelijk bos van Gozée |                    | Gozée                    |                                  | 50° 21' 8" NB, 4° 22' 14" OL  | 56078-CLT-0012-01 Info | |
| Verschillende bossen, weilanden en een vijver in de buurt van de abdij-hoeve van Aulne |                    | Gozée                    | Aulne                            | 50° 21' 44" NB, 4° 19' 56" OL | 56078-CLT-0013-01 Info | |
| Terreinen in de buurt van de abdij-hoeve van Aulne |                    | Gozée                    | Aulne                            | 50° 21' 38" NB, 4° 20' 11" OL | 56078-CLT-0014-01 Info | Terreinen in de buurt van de abdij-hoeve van Aulne |
| Kerk Saint-Martin |                    | Ragnies                  | Ragnies                          | 50° 18' 30" NB, 4° 17' 3" OL  | 56078-CLT-0015-01 Info | Kerk Saint-Martin |
| Kapel van Ossogne en omgeving |                    | Thuillies                | Ossogne                          | 50° 17' 28" NB, 4° 20' 34" OL | 56078-CLT-0016-01 Info | |
| Pastorie van Ragnies |                    | Ragnies                  | Place de Ragnies 4               | 50° 18' 31" NB, 4° 17' 1" OL  | 56078-CLT-0017-01 Info | |
| Galerijen aan de voet van het belfort |                    | Thuin                    | place du Chapitre                | 50° 20' 23" NB, 4° 17' 12" OL | 56078-CLT-0018-01 Info | Galerijen aan de voet van het belfort |
| Kerk Notre-Dame d'el Vaux, keermuur, trottoir langs de zuidelijke gevel van de kerk, geplaveide steegjes, trappenpad onder de boog van het koor en het ensemble gevormd door het gebouw, trottoirs, steegjes en de square du Moustier (oude begraafplaats) |                    | Thuin                    |                                  | 50° 20' 28" NB, 4° 16' 54" OL | 56078-CLT-0019-01 Info | Kerk Notre-Dame d'el Vaux, keermuur, trottoir langs de zuidelijke gevel van de kerk, geplaveide steegjes, trappenpad onder de boog van het koor en het ensemble gevormd door het gebouw, trottoirs, steegjes en de square du Moustier (oude begraafplaats) |
| Ensemble van de gebouwen aan Grand-Rue n°s 36 en 38, en het park van het refugiehuis van Aulne thans Stadhuispark |                    |                          | Grand-Rue n°s 36 et 38           | 50° 20' 22" NB, 4° 17' 18" OL | 56078-CLT-0020-01 Info | |
| Molen van de Biesmelle |                    | Thuillies                | rue des Compères                 | 50° 17' 51" NB, 4° 19' 54" OL | 56078-CLT-0021-01 Info | |
| Huis: gevels en daken (behalve de uitbouw onder een glazen dak van het begin van de eeuw) en het huis grenzend aan de binnenplaats op het westen |                    | Thuin                    | place Albert Ier n°13            | 50° 20' 22" NB, 4° 17' 11" OL | 56078-CLT-0022-01 Info | |
| Menhir genaamd "Le Zeupire", nabij route de Beaumont |                    | Gozée                    | Gozée                            | 50° 19' 45" NB, 4° 20' 54" OL | 56078-CLT-0023-01 Info | Menhir genaamd "Le Zeupire", nabij route de Beaumont |
| De twee resterende bogen van de Monnikenbrug over de Samber stroomafwaarts van de oude abdij van Aulne, rechteroever, rue de Leernes 13 (met uitzondering van het huis gebouwd op het platform te bereiken via de brug en metselwerk die de bogen sloten)  |                    | Gozée                    | rue de Leernes 13                | 50° 21' 60" NB, 4° 20' 11" OL | 56078-CLT-0024-01 Info | |
| Bois du Grand Bon Dieu |                    | Thuin, Biesme-sous-Thuin |                                  | 50° 19' 54" NB, 4° 17' 11" OL | 56078-CLT-0025-01 Info | Bois du Grand Bon Dieu |
| Bepaalde delen van de abdij van Aulne, met de abdij-hoeve en het ensemble van de abdij en de omliggende terreinen | 639                | Gozée                    | rue E. Vandervelde, n°275, Aulne | 50° 21' 57" NB, 4° 19' 53" OL | 56078-CLT-0026-01 Info | Bepaalde delen van de abdij van Aulne, met de abdij-hoeve en het ensemble van de abdij en de omliggende terreinen |
| Boerderij van Grande Couture en omgeving |                    | Thuillies                |                                  | 50° 17' 45" NB, 4° 19' 31" OL | 56078-CLT-0028-01 Info | |
| Zone van het Bois du Prince nabij de abdij van Aulne |                    | Gozée                    | Aulne                            | 50° 21' 60" NB, 4° 20' 26" OL | 56078-CLT-0029-01 Info | |

## Uitzonderlijk erfgoed
| Object                                                                           | Bouwjaar/architect | Deelgemeente | Adres | Coördinaten                   | Nummer?                | Afbeelding                                                                       |
| -------------------------------------------------------------------------------- | ------------------ | ------------ | ----- | ----------------------------- | ---------------------- | -------------------------------------------------------------------------------- |
| Belfort van Thuin                                                                |                    |              |       | 50° 20' 23" NB, 4° 17' 12" OL | 56078-PEX-0001-01 Info | Belfort van Thuin                                                                |
| "Jardins suspendus" van Thuin                                                    |                    |              | Thuin | 50° 20' 18" NB, 4° 17' 25" OL | 56078-PEX-0002-01 Info | "Jardins suspendus" van Thuin                                                    |
| Site van de abdij van Aulne en de omliggende terreinen met inbegrip van de hoeve |                    |              |       | 50° 21' 51" NB, 4° 19' 56" OL | 56078-PEX-0003-01 Info | Site van de abdij van Aulne en de omliggende terreinen met inbegrip van de hoeve |